# Olbrycht Karmanowski
Olbrycht Karmanowski (ur. ok. 1580, zm. po 1643) – poeta i tłumacz, dworzanin ks. Krzysztofa Radziwiłła (zm. 1640), członek kościoła braci polskich (potem konwertyta na kalwinizm) Szlachcic herbu Prus I rodem z podlubelskich Karmanowic. 

## Życiorys
Był jedynym dzieckiem Andrzeja Karmanowskiego (zm. 1588) i Urszuli z Otwinowskich (bratanica Erazma), która szybko po śmierci ojca poety wyszła za mąż za Stanisława Lubienieckiego Starszego (1558-1633), pastora braci polskich. Rodzice i rodzina ojczyma należeli do kościoła braci polskich i w tym wyznaniu był wychowywany Olbrycht. 
Starannie wykształcony w szkołach ariańskich (najprawdopodobniej w Rakowie i Lubartowie). Później kształcił się za granicą (poza Niemcami). Uczestnik rokoszu Zebrzydowskiego w roku 1607. Dziesięć lat później (1617) wpisał się do albumu ojczyma Stanisława Lubienieckiego. W 1620 roku opuścił Raków i wstąpił na służbę Krzysztofa II Radziwiłła. 
W służbie ks. Krzysztofa Radziwiłła (współcześnie z: Salomonem Rysińskim, Danielem Naborowskim, Jerzym Szlichtyngiem, Krzysztofem Arciszewskim) pełnił funkcje m.in. lustratora dóbr książęcych, intendenta i płatnika (wypłacał m.in. pobory książęcym żołnierzom). Z polecenia księcia jeździł do trybunału lubelskiego. W roku 1626 prowadził dla księcia diariusz wydarzeń wojennych (do dzisiaj nie odnaleziony) w czasie walk ze Szwedami na Litwie. 17 sierpnia 1626 powrócił na swe dawne stanowisko lustratora dóbr Radziwiłłowskich. Zapewne wtedy, przy okazji drugiego małżeństwa, przeszedł na kalwinizm. Jest notowany po raz ostatni w 1643 w rejestrze przystępujących do komunii w kalwińskim zborze w Słucku.
Był dwukrotnie żonaty. Pierwszą żoną była współwyznawczyni Wiktoria z Cettisów (zm. 1620/1626) córka mieszczanina Krakowa i Rakowa, Jana Baptysty Cettisa (zm. 1613). Jego drugą żoną, poślubioną ko. 1626 była kalwinistka Wilczkówna. Z obu małżeństw miał kilkoro dzieci m.in. syna Jana, który w 1660 roku przeszedł na katolicyzm i Olbrychta Mł., który był w latach 80 XVII wieku członkiem zboru kalwińskiego w Słucku.

## Twórczość
Autor kilkudziesięciu zachowanych wierszy, w tym cyklu Pieśni pokutne. Inne z bardziej znanych jego utworów to Olbrycht Karmanowski Piotrowi Kochanowskiemu, autorowi przełożenia „Gofreda” (1618), Wesele towarzyskie czy List do Lisowczyków. Tłumaczył utwory m.in. Anakreonta i Owidiusza. Utwory Karmanowskiego weszły w skład antologii Wirydarz poetycki Jakuba Teodora Trembeckiego, wydanej przez A. Brücknera (tom 1-2, 1910–1911). Olbrychta Karmanowskiego, poety wieku XVII, wiersze różne wydał w 1890 roku J. K. Plebański.

### Ważniejsze utwory
- Piotrowi Kochanowskiemu, autorowi przełożenia Godfreda, powst. 1618–1620, wyd. T. Ujazdowski Pamiętnik Sandomierski 1830, t. 2; J. K. Plebański "O. Karmanowskiego, poety wieku XVII, wiersze różne", Biblioteka Warszawska 1890, t. 2 i odb.; T. Wierzbowski Materiały do dziejów piśmiennictwa polskiego, t. 2, Warszawa 1904; przedr. R. Pollak: "Gofred" Tassa-Kochanowskiego, Poznań 1922, Poznańskie Towarzystwo Przyjaciół Nauk, Prace Komisji Filologicznej, t. 1, zeszyt 2, s. 241; Jan Dürr-Durski Arianie polscy w świetle własnej poezji, Warszawa 1948
- List do Lisowczyków (vel List do Lisowczyka), powst. 1625, wyd. T. Ujazdowski Pamiętnik Sandomierski 1830, t. 2; M. Dzieduszycki Krótki rys dziejów i spraw Lisowczyków, t. 1, Lwów 1843, s. 321; Jan Dürr-Durski Arianie polscy w świetle własnej poezji, Warszawa 1948; M. Piszczkowski "Obrońcy chłopów w literaturze polskiej", cz. 1, Kraków 1948, Biblioteka Arcydzieł Poezji i Prozy nr 54; wyd. 2 Kraków 1951 (tu fragm. listu – jako utworu Zbigniewa Morsztyna)
- Pieśni pokutne – cykl, powst.: według K. Borzęckiego ok. 1627, zdaniem J. Dürra-Durskiego 1638 lub później; wyd. J.K. Plebański "O. Karmanowskiego, poety wieku XVII, wiersze różne", Biblioteka Warszawska 1890, t. 2; A. Brückner w: J. T. Trembecki Wirydarz poetycki, t. 2, Lwów 1911; wybór Jan Dürr-Durski Arianie polscy w świetle własnej poezji, Warszawa 1948
- Utwory pomniejsze (m.in. Wesele towarzyskie), J. K. Plebański "O. Karmanowskiego, poety wieku XVII, wiersze różne", Biblioteka Warszawska 1890, t. 2; M. Wołowski Encyklopedia humoru zeszyt 3, Warszawa 1889 (1 fraszka); A. Brückner w: J. T. Trembecki Wirydarz poetycki, t. 1-2, Lwów 1910-1911; J. Tuwim Cztery wieki fraszki polskiej, Warszawa 1937 (2 fraszki), wyd. 2 Warszawa 1957; S. Czernik, J. Huszcza, J. Saloni Księgi humoru polskiego. Od Reja do Niemcewicza, Łódź 1958 (2 fraszki) – znane utwory O. Karmanowskiego są prawdopodobnie tylko fragmentem całej twórczości zaginionej lub pozostającej w rękopisach.

### Przekłady
- O. Melander: (wiersz. Inc.: Trzydzieści sztuk mieć winna każda białogłowa...), wyd. F. Nowakowski Jocoseria, Berlin 1840, wyd. 2 Berlin 1849, s. 201 (tu jako utwór anonimowy pt. O gładkiej białej głowie); J. K. Plebański "O. Karmanowskiego, poety wieku XVII, wiersze różne", Biblioteka Warszawska 1890, t. 2, s. 4-5; R. Ganszyniec "Criciana", Pamiętnik Literacki rocznik 21 (1924/1925), s. 203-204; A. Brückner w: J. T. Trembecki Wirydarz poetycki, t. 1, Lwów 1910, s. 72-73
- Anakreon Potęga białychgłów, wyd. A. Brückner w: J. T. Trembecki Wirydarz poetycki, t. 1, Lwów 1910, s. 128
- Klaudian O śnie, zob. J. T. Trembecki Wirydarz poetycki, t. 1, Lwów 1910, s. 118

### Listy i materiały
- 15 listów do księcia Krzysztofa Radziwiłła i 1 do szwagra, starosty dokudowskiego Stanisława Wilczka, z lat 1625-1630, rękopisy: Archiwum Główne Akt Dawnych, Oddz. Wilanów; zob. K. Borzęcki "O O. Karmanowskim, poecie-arianinie", Reformacja w Polsce 1928
- Kilka listów lustratorskich, rękopisy w zbiorach nieświeskich; wiad. podał A. Walicki "Karmanowscy. Kwerenda archiwalna", Tygodnik Ilustrowany 1893, nr 159-160
- Wpis do albumu S. Lubienieckiego (starszego) z 1617, rękopis Biblioteka Czartoryskich nr 1403, ogł. K. Borzęcki "O O. Karmanowskim, poecie-arianinie", Reformacja w Polsce 1928, s. 99; aforyzmy wpisu są parafrazą odnośnych wierszy z Owidiusza Amores

### Utwory o autorstwie niepewnym
- Paidonomia albo sposób życia w towarzystwie (parafraza Teognisa), wyd. T. Ujazdowski Pamiętnik Sandomierski 1830, t. 2; J. K. Plebański "O. Karmanowskiego, poety wieku XVII, wiersze różne", Biblioteka Warszawska 1890, t. 2; J. Dürr-Durski Arianie polscy w świetle własnej poezji, Warszawa 1948; rękopis tzw. Penu historico-politicum Stanisława Różyckiego, dawniej Biblioteka Zamoyskich, obecnie  Biblioteka Narodowa nr 1162, (zdaniem K. Borzęckiego brak dowodów autorstwa O. Karmanowskiego)
- O Lisowskich i konfederackich żołnierzach (wiersz w:) W. Trepka Liber generationis plebeanorum ("Liber chamorum"), wyd. W. Dworzaczek, J. Bartyś, Z. Kuchowicz, cz. 1, Wrocław 1963, BPP seria B, nr 13, s. 22-23, (w opinii  A. Brücknera autorstwo prawdopodobne)